# 臺中市役所
24°08′18.38″N 120°40′44.65″E / 24.1384389°N 120.6790694°E
臺中市役所，是位於臺灣臺中市西區的一棟前官署建築，原為日治時期台中州轄下台中市的行政官署。後在幾經不同機關使用後，2002年登錄為臺中市歷史建築；2023年1月新團隊進駐後重新開放。

## 歷史

### 日治時期
該棟建築最初興建於日治時期明治44年（西元1911年），以由「台中廳公共埤圳聯合會事務所」之名進行辦公使用。該單位最初是作為〈臺灣公共埤圳聯合會規則〉作為管理臺中廳轄內公共埤圳設施的辦公單位使用此外，該事務所座落於設有大量公有建築、其所附屬之宿舍以及眾多銀行所在區域，且距離原臺中驛（今臺中舊站）不遠。
後在1920年10月1日，台中設州轄市後，原臺中公共埤圳聯合會事務所被改為第一聯合會遷至州廳內辦公，原先的事務所建築物則轉為「台中市役所」所使用，最初僅設兩課，首任台中市長尹金子惠教即在此就任辦公，在改制市役所的同時，也在室內進行修建樓梯、三樓樓板等改建工程。1935年，市政府曾考慮到建築設施老舊、各課行政空間過度狹小緣故，研議進行新築工事的打算，後因考慮到市債收入和預算問題而取消。並對於原有的建築進行了再增築空間的工程。

### 戰後時期
第二次世界大戰結束後，中華民國接收臺灣，臺中州劃出臺中市、彰化市後，改為「臺中縣」，新設臺中縣政府，而新設的臺中市政府和縣政府使用臺中州廳作為辦公廳舍所在，市役所先後幾經不同機關使用，包括最初的「臺灣省日產處理委員會臺中辦事處」，以及二二八事件期間設立的「臺中市二二八事件處理委員會」單位此外中國國民黨也在此處設立臺中市指導員辦事處使用，另在1949年建物曾作為陸軍第54軍司令部辦公室短暫使用。
1950年，在第一屆參議會舉辦後，選定市役所空間作為中國國民黨臺中市黨部啟用，後到1986年臺中市黨部搬遷後，臺中市政府將建築收回做為「臺中市政資料館」、「計畫室延展股」、「臺中市政府新聞室」等單位使用，後因人市縮減改為「臺中市政府社會局」，1999年九二一大地震，市役所建築結構嚴重受損，再稍作修復後，臺中市政府在2000年－2003年期間，再將建築物改為「臺中市政府交通旅遊局」。直到11月20日才開始進行建築物修復補強及白蟻生物防治等工程。
2000年，臺中市役所獲選為臺中市歷史建築十景之一。

### 近代
2002年7月，臺中市役所被登錄為台中市歷史建築，整體的修復工程則在2004年完工，在2005年曾被定位為「台中故事館」，以「台中在地人文故事」為主題舉辦各式藝文展覽與活動。
2014年，「臺中市役所暨原環境保護局環境稽查大隊舊址」將依《促進民間參與公共建設法》以OT（營運-移轉）方式引進廠商投資經營與開發。並在2016年2月，連同後方原臺中市環保局環境稽查大隊舊址委外由古典玫瑰園經營為「台中市役所文創園區」，將建築一樓改為咖啡館、二樓以上為藝術中心，後方建物改為日式餐館與文創商店，至2021年1月結束營業。
2022年，其建築物正由臺中市文化資產處辦理重新委外招商前置作業，並公告「歷史建築台中市役所營運移轉案」，並在3月開放展覽供民眾參觀。
2023年1月，改為「舊市物語」由有役思風格藝文空間與說故事的人義式餐廳進駐使用。

## 建築設計

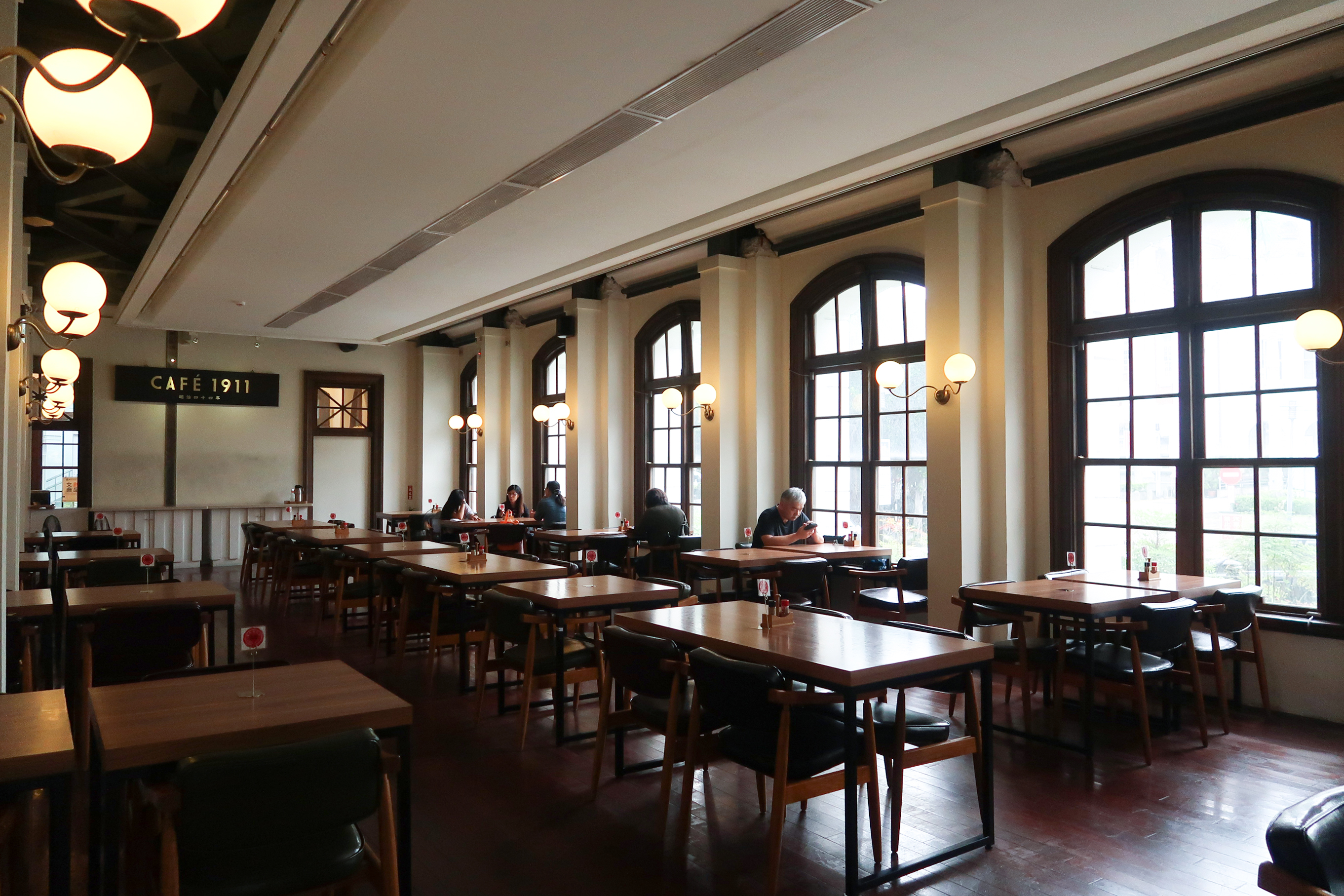
臺中市役所一樓
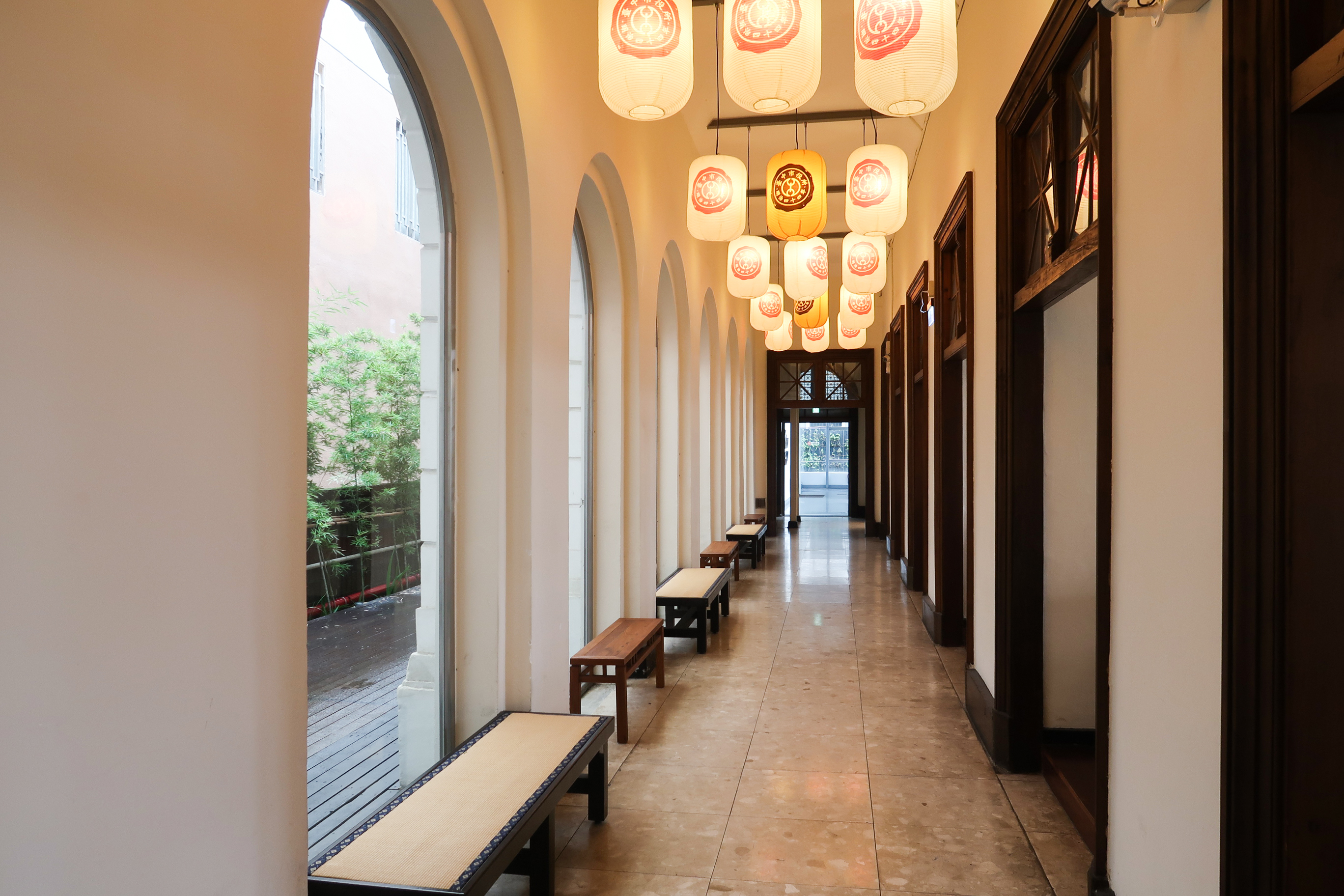
臺中市役所一樓走廊
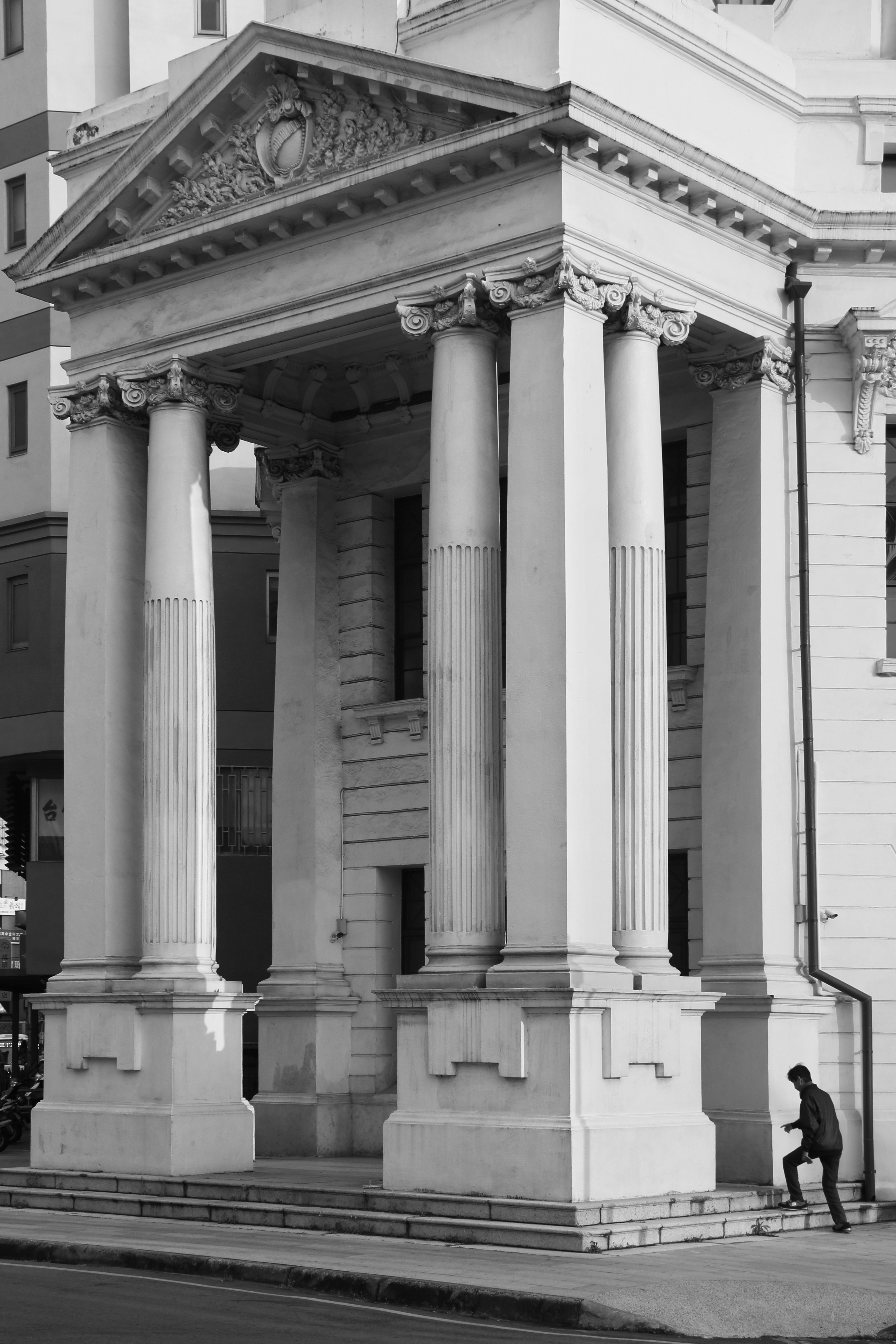
臺中市役所門廊
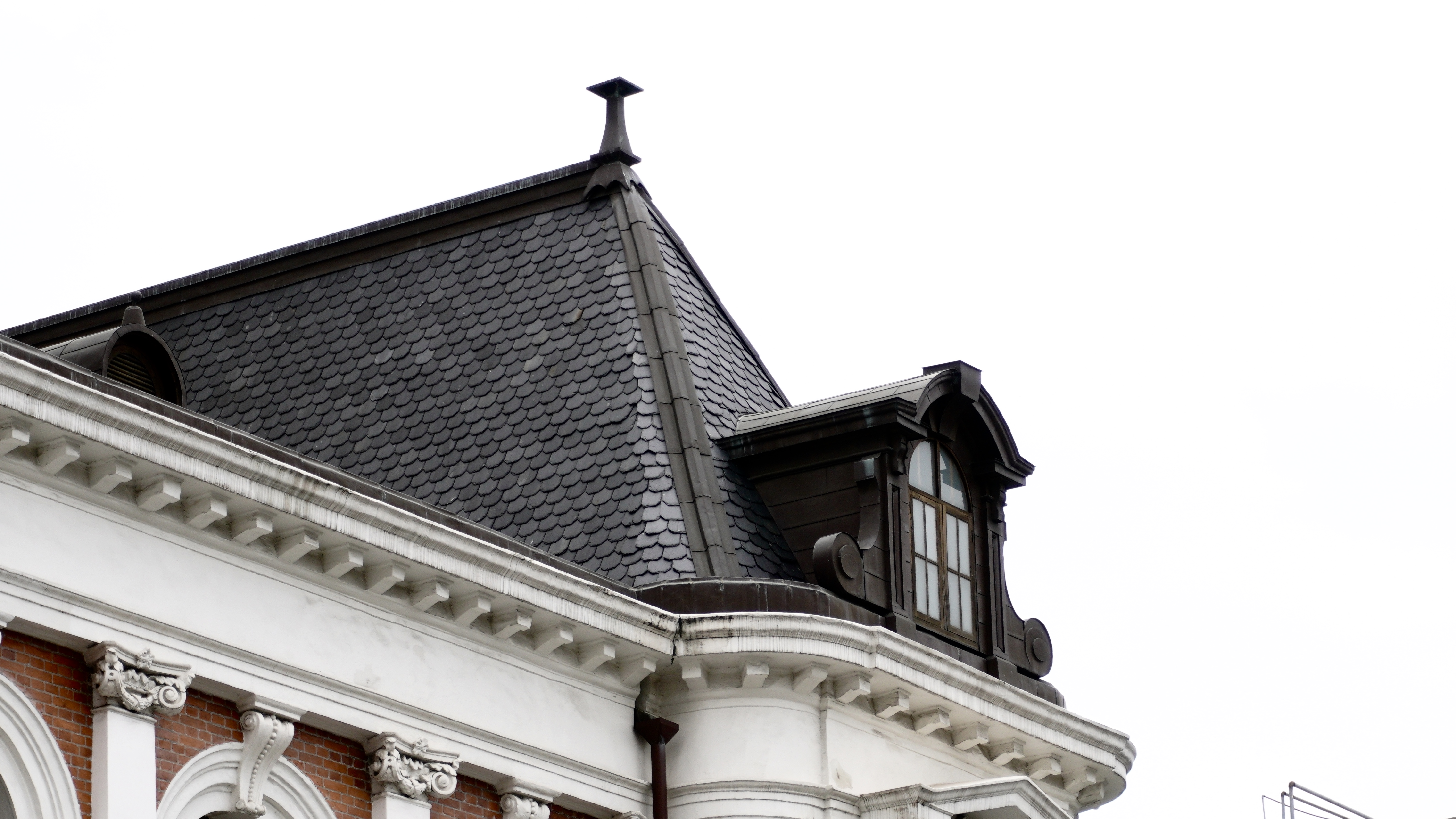
臺中市役所西翼的馬薩式屋頂

臺中市役所的建築設計結合了辰野式、仿西方古典樣式等建築樣式，建築物的外觀設計多變，也是台中地區最早以鋼筋混凝土作為主結構的建築物。最初完工時，市役所為地上兩層，一樓為磚拱造、二樓採木構設計，鐵筋混凝土建照的「L」字型建築，建築物整體是以四個封閉狀盒狀磚牆為承重結構，也日治時期建築構造技術具體展現出的案例。
其中主入口設置在轉角處，該入口為挑高二層前柱式（prostyle）門廊（pronaos），此外仍在山牆加勳章飾。
外觀的立面主要為鋼筋混擬土製簷口飾帶、灰泥飾面紅磚組砌，並擁有包括愛奧尼柱式、拱顶石及山牆飾等西式建築和巴洛克風格特徵，建築物平面配置上能夠分為西北側及東南側兩個系統，西北側為門廳、辦公室等主體空間，後者則是樓梯及走廊等動線空間。原在後側設置的陽台寬超過2公尺，且有門開口與室內相連。
室內部分，二樓室內牆面則使用木骨灰泥壁體，以木構仿磚牆作法製作洋式灰泥板壁。圓頂同樣是採用正八角形骨架木榫結構搭接而成，並設有七扇圓拱形牛眼窗。西翼角樓設為兩層式建築，其屋頂採馬薩式屋頂設計。

### 臺中市公設質舖倉庫
臺中市公設質舖於大正11年（1922年）原設有事務所、主事宿舍、磚造倉庫。戰後時期由於公設質舖停業，使得該單位的倉庫與臺中市役所一併供中國國民黨臺中市黨部使用。在黨部遷出後，磚造倉庫於1989年改由臺中市選舉委員會進駐，並先後在2007年和2010年更改成台中市政府主計處和環保局稽查大隊單位遷入。
2017年，公設質舖公告登錄為台中市歷史建築。

## 外部連結
- 臺中市役所 - 臺中觀光旅遊網
- 臺中市役所 - 臺中市文化資產處 （页面存档备份，存于）
- 臺中市役所 - 文化部iCulture-文化空間 （页面存档备份，存于）
- 臺中市役所的Facebook專頁